# Anders Hasselbohm
Per Anders Erik Hasselbohm, född 20 maj 1944, är en svensk journalist, debattör och författare.
Han är bland annat känd för sin kritiska journalistik om den officiella synen på ubåtskränkningarna vid Hårsfjärden 1982 och för sina artiklar om tecknen på att apartheidregimen i Sydafrika kan ha varit skyldig till mordet på Olof Palme.
Efter kortare perioder som reporter på lokaltidningar som Arboga Tidning, VLT, Nerikes Allehanda och Eskilstuna-Kuriren och på Expressen anställdes Hasselbohm 1969 vid Åhlen & Åkerlunds Förlag där han bland annat var reporter på Vecko-Journalen och tidningen SE. 

## Rapportering från inbördeskrigets Libanon
1976 belönades Hasselbohm med Stora journalistpriset för sin rapportering från inbördeskriget i Libanon och belägringen av det palestinska flyktinglägret Tel al Zaatar. Hans rapportering och intervjuerna med den instängda och svårt skadade svenska sjuksköterskan Eva Ståhl-Hammad fick också stor internationell uppmärksamhet.
1980 anställdes Hasselbohm som utrikesreporter på Dagens Industri och var under sjutton år på tidningen bland annat dess Mellanöstern-korrespondent 1985–1989 och Oslo-korrespondent 1989–1992.

## Ubåtsdebatten
Hasselbohm var med start 1983 med sina artiklar i DI den förste som med stöd av svenska och västliga civilmilitära och militära källor hävdade att det fanns inblandning av västubåtar i stället för sovjetiska ubåtar när Sverige jagade undervattensfarkoster vid Hårsfjärden i oktober 1982. Två år senare publicerades hans bok Ubåtshotet – en kritisk granskning av ubåtsskyddskommissionens rapport. Den väckte stor uppmärksamhet och mötte motstånd då uppgifterna vid den tiden starkt gick emot den etablerade uppfattningen om händelseförloppet. Hasselbohm debatterade vid den tiden flera gånger frågan med bland annat Carl Bildt i artiklar i Dagens Nyheter , Svenska Dagbladet  och Aftonbladet.
Bildt som då satt i riksdagen för moderaterna och som varit en av ledamöterna i ubåtsskyddskommissionen skrev under denna debatt om Hasselbohm: 
”Hans källor är grumliga, hans intentioner ovederhäftiga och hans slutsatser alldeles felaktiga. Det enda som är någorlunda klart är motiven. Att misstänkliggöra.”
Långt senare har flera av Hasselbohms uppgifter fått stöd bland andra av ambassadören Mathias Mossberg, huvudsekreterare i 2001 års ubåtsutredning, i dennes debattartiklar och i boken I mörka vatten och genom professor Ola Tunanders forskning. Tunander skriver bland annat i sin bok Hårsfjärden - Det hemliga ubåtskriget mot Sverige:
”När händelserna vid Hårsfjärden inträffade var det inga akademiska forskare, inga författare och bara en journalist - Anders Hasselbohm – som skrev om västubåtar. Hasselbohm föreföll ha bra källor, men ingen var beredd att säga någonting offentligt – utom förre arméchefen generallöjtnant Nils Sköld”.
Det Tunander syftade på var en intervju med Sköld som Anders Hasselbohm gjorde i Dagens Industri i december 1987. Där redovisade Sköld att han vid en dragning hos ÖB kort tid efter Hårsfjärdenincidenten fått höra om att en skadad ubåt eskorterad av en annan ubåt gått ut genom Öresund i undervattensläge. Uppgiften om denna utpassering som indikerade att Hårsfjärden kan ha handlat om västliga ubåtar hade varit ett viktigt inslag i Hasselbohms bok som kommit tre år tidigare.
Svante Nycander som var chefredaktör på Dagens Nyheter under 80-talet menade i en artkel på DN Debatt 2009 att Anders Hasselbohm som gått mot strömmen utsatts för orättvis kritik. Nycander skrev att han själv vid tiden för ubåtsjakterna varit kritisk mot den officiella militära ståndpunkten i frågan, men inte trott att den varit uttryck för en avsikt att vilseleda. Det hade visat sig att det var värre än han trodde, menade han nu i efterhand och skrev: "Att höga militärer medvetet undanhöll bevisning av stor vikt får marken att gunga under fötterna."

## Raoul Wallenberg
Hasselbohm forskade i slutet av 1970-talet och början av 1980-talet i fallet Raoul Wallenberg och publicerade nya uppgifter i både Vecko-Journalen och Aftonbladet. 1983 bidrog Hasselbohm med ett slutkapitel om sina efterforskningar om Wallenberg i en nyutgivning av en bok om den försvunne svenske diplomaten som utkommit 1949 men under mystiska omständigheter försvunnit från bokhandelsdiskarna, Vad hände i Budapest?, skriven av Wallenbergs nära medarbetare på legationen i Ungern, Lars G:son Berg, Nyutgåvan med Hasselbohms tillägg kom ut under titeln Boken som försvann - Vad hände i Budapest?. Boken publicerades också i USA. 

## Övriga böcker
Hasselbohm har också publicerat tre böcker för barn i 9-årsåldern med eget foto: Yasin, palestinier, Michelle, engelska och Michael, kenyan.
Han har vidare skrivit resehandboken Libanon, Syrien, Jordanien samt skriften Två röster: En introduktion till Mellanösternkonflikten.
Han medverkar också med ett kapitel om landet Libanon i kokboken om libanesiska maträtter, Mat för gudar.

## Sveriges konflikt med apartheidregimen i Sydafrika
Hasselbohm har bedrivit en omfattande forskning om hur Sverige bekämpade den dåvarande apartheidregimen i Sydafrika och hur regimen där bland annat svarade genom att sända agenter mot Sverige och det svenska agerandet, både inne i Sydafrika (svenska legationen), till främmande länder och till Sverige. Han publicerade en serie artiklar i ämnet i Aftonbladet 1994  och har senare återkommit till ämnet i samma tidning. Han har också skrivit om frågan i Tidningen Vi. Innehållet i dessa har utgjort grund för både Hasselbohms egna, medias och utredares tankar kring huruvida den sydafrikanska apartheidregimen kan vara skyldig till mordet på statsminister Olof Palme.